# Dekontaminacija
Dekontaminacija je postopek, s katerim iz določenega prostora ali območja odstranimo kontaminante – škodljive snovi in tako preprečimo negativne vplive za okolje in zdravje ljudi.To je postopek uničenja patogenih mikroorganizmov na uporabljenem materialu, ki se izvaja pred čiščenjem. Dekontaminirati se morajo vsi uporabljeni pripomočki. Namen je zmanjševanje nevarnosti okužbe za osebje, ki te pripomočke čisti in jih pripravlja za sterilizacijo, ter odstraniti organsko in neorgansko nečistočo z materiala. Pri rokovanju s kontaminiranim materialom se morajo uporabljati rokavice. Dekontaminacija se izvaja termično ali kemično. Za to se potrebuje termodezinfektor ali pa kombinirano razkužilno sredstvo v zaprti posodi s sitom